# Ameghino-kráter
Az Ameghino-kráter holdi becsapódási kráter, amely a Sinus Successus-öböltől északra fekszik (ez az öböl a Termékenység tengere (Mare Fecunditatis) északkeleti részén van). Átmérője 9 kilométer. Az Ameghino-krátertől 15 kilométerre északnyugati irányban szálltak le a szovjet Luna-program Luna–18 és Luna–20 űrszondái.
Ennek a kráternek a korábbi neve Apollonius C volt, aztán a Nemzetközi Csillagászati Unió átnevezte Ameghin-kráterre, Florentino Ameghino argentin őslénykutató, antropológus, zoológus, természettörténész tiszteletére.
Az Ameghino-kráter kelet-északkeleti szomszédja az Apollonius-kráter.

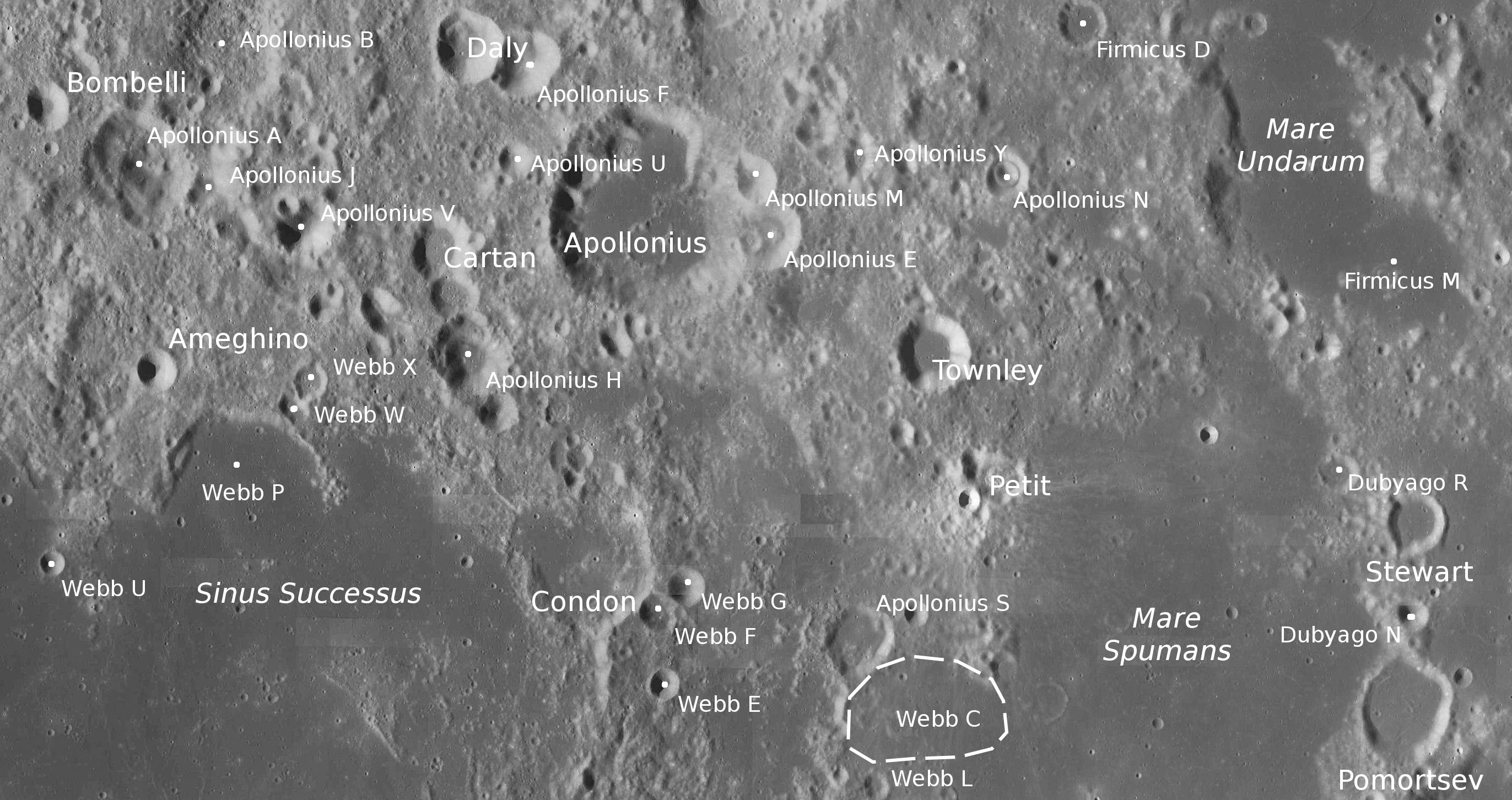
Az Ameghino-kráter (a kép bal oldalán) környezete

## Fordítás
- Ez a szócikk részben vagy egészben  az   Ameghino (crater) című angol Wikipédia-szócikk fordításán alapul.  Az eredeti cikk szerkesztőit annak laptörténete sorolja fel. Ez a jelzés csupán a megfogalmazás eredetét és a szerzői jogokat jelzi, nem szolgál a cikkben szereplő információk forrásmegjelöléseként.